# Régulation émotionnelle
La régulation émotionnelle (ou contrôle émotionnel) est la capacité à agir sur ses propres émotions. C'est un processus psychologique complexe qui recouvre à la fois la capacité à déclencher, inhiber, maintenir ou moduler ses propres affects au sens large, ce qui inclut : 
1. les sentiments subjectifs liés aux émotions ;
2. certains processus cognitifs (par exemple, un souvenir post-traumatique) ;
3. certains processus physiologiques (par exemple, le rythme cardiaque) et
4. certains comportements (par exemple, le rire).

L'étude de la régulation émotionnelle en psychologie scientifique fait l'objet de nombreux travaux ayant une portée dans de multiples domaines : psychologie du développement, violence, délinquance, troubles psychiatriques, etc.
La régulation émotionnelle peut être extrinsèque ou intrinsèque dans des processus de contrôle, d'évaluation, et de modification des réactions émotionnelles. L'autorégulation émotionnelle appartient plus largement aux processus de régulation émotionnelle, incluant la régulation de ses propres émotions, mais également celles d'autres personnes,,.
La régulation émotionnelle est un processus complexe qui fait intervenir l'initiation, l'inhibition et la modulation de l'état ou du comportement d'un individu par lui-même dans une situation donnée. Par exemple : l'expérience subjective (les sentiments), les réponses cognitives (les pensées), les réponses physiologiques liées aux émotions (tels que le rythme cardiaque ou l'activité hormonale), et des comportements liés aux émotions (les actions corporelles ou les expressions). La régulation émotionnelle peut aussi faire référence aux processus fonctionnels tels que la tendance à se concentrer sur une tâche et la capacité à réprimer des comportements inappropriés durant des instructions. La régulation émotionnelle est une fonction hautement importante dans une vie humaine.